# Rupert Murdoch

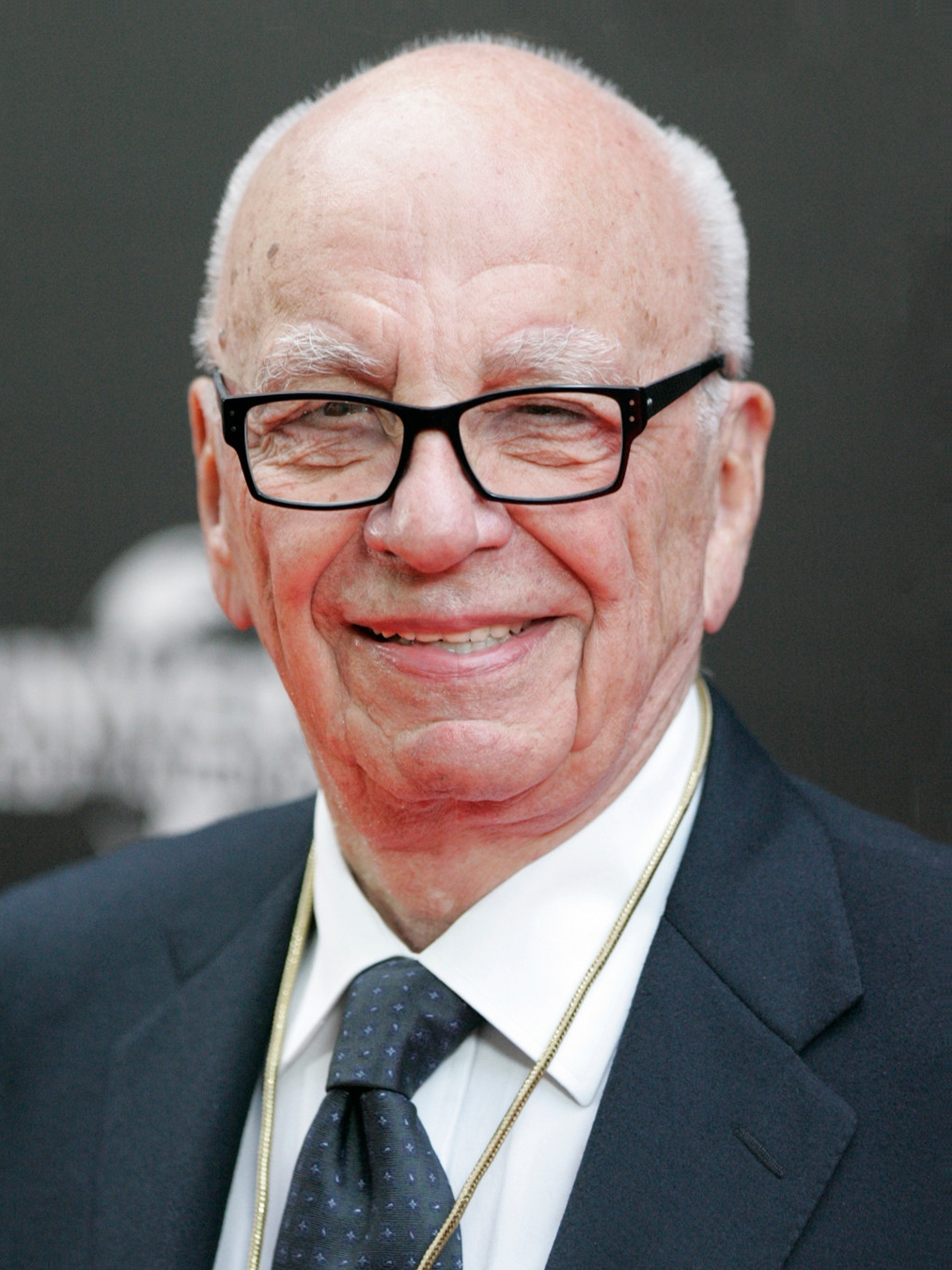
Murdoch in 2012

Keith Rupert Murdoch (Melbourne, Australië, 11 maart 1931) is de oprichter, grootste aandeelhouder en CEO van News Corporation, een van 's werelds grootste en invloedrijkste media-conglomeraten. Hij is een van de weinige directeuren in de mediawereld die een controlerend belang heeft in de bedrijven die hij bezit. Hij is sinds 1985 Amerikaans staatsburger. In 2018 heeft Murdoch activiteiten verkocht aan Disney en zijn nieuws- en sportmerken ondergebracht bij Fox Corporation.
Murdoch wordt vaak gezien als de meest invloedrijke mediamagnaat in de politiek. Hij is vrij conservatief ingesteld, hoewel dit niet altijd zo is geweest: zijn kranten hebben ook weleens niet-conservatieve partijen gesteund. Zijn carrière als mediamagnaat begon met de erfenis van zijn vader, waarin hij de News, een krant uit Adelaide, kreeg. Zijn imperium is inmiddels uitgegroeid tot een grote macht in de (satelliet)televisie, filmindustrie en andere vormen van media.

## Begin
Murdochs vader, Sir Keith Murdoch, was journalist en adviseur voor Billy Hughes (minister-president van Australië tijdens de Eerste Wereldoorlog). Hij was directeur van de in Melbourne gevestigde nieuwsbladen- en krantengroep Herald and Weekly Times. Door zijn functie bij deze groep was hij een van de invloedrijkste personen uit de mediawereld. Murdochs vader heeft altijd een grote invloed op hem gehad en Rupert keek erg op tegen zijn vader.
Keith Murdoch stond bekend als een koppige en afstandelijke man. Hij was vaak gefrustreerd over het feit dat zijn zoon al kundig genoeg was om het bedrijf over te nemen toen hij nog maar net volwassen was. Zijn moeder, Elisabeth Murdoch, heeft ook altijd een grote invloed op hem gehad.
Murdoch studeerde in het Verenigd Koninkrijk aan de Universiteit van Oxford (Worcester College).
Nadat zijn vader plotseling was overleden, erfde hij de News, een gerenommeerde krant in Adelaide. Deze krant heeft ook naam gegeven aan zijn imperium.

## Imperium
In 1964 zette hij zijn eerste grote stap om zijn bedrijf uit te breiden door The Australian, de allereerste en enige nationale krant, op te richten. Door deze krant kreeg hij aanzien als een uitgever van 'kwaliteits'-nieuwsbladen en ook een grote invloed in de politiek, aangezien The Australian altijd een invloedrijk ledenbestand heeft gehad en een zeer hoge oplage.
In 1972 nam hij The Sunday Daily Telegraph over van Sir Frank Packer. Door deze overname werd hij een van de drie grootste Australische nieuwsbladeneigenaars, naast Sir Warwick Fairfax en het bedrijf dat zijn vader oorspronkelijk had bestuurd, The Herald and Weekly Times Ltd. in Melbourne.
In de verkiezingen van 1972 stond hij met zijn kranten achter Gough Whitlam en diens sociaaldemocratische Australian Labor Party, maar in 1975 keerde hij Labor weer de rug toe, en sindsdien staat hij (bijna) altijd achter de Liberal Party.
Terwijl zijn mediaconcern groeide, zorgde Murdoch voor een zeer lucratieve financiële basis. Bijna alle winsten die het bedrijf maakte, werden weer gebruikt voor toekomstige overnames. In de begintijd van zijn carrière was hij een agressieve ondernemer. Zijn tactiek was om verliesmakende Australische nieuwsbladen en kranten over te nemen en die te veranderen in winstgevende, door radicale management- en redactionele veranderingen. Aan het einde van de jaren '70 was Murdoch zo machtig dat hij grote nieuwsbladen, kranten, magazines en andere mediabedrijven kon overnemen in zowel Londen als New York.
Murdoch is ook een sterk voorstander van cross-media ownership. Zo kocht hij in zijn vroege jaren een televisiestation in Wollongong, New South Wales, om met die zender door te breken in de televisiemarkt van Sydney. Dit mislukte, omdat de Australische cross-media ownership laws het bezitten van een nieuwsblad met een hoge oplage en een televisiestation in dezelfde stad verbieden. Sindsdien is hij tevergeefs bezig geweest om deze wet te veranderen, zowel persoonlijk als via zijn kranten.

### Verenigd Koninkrijk

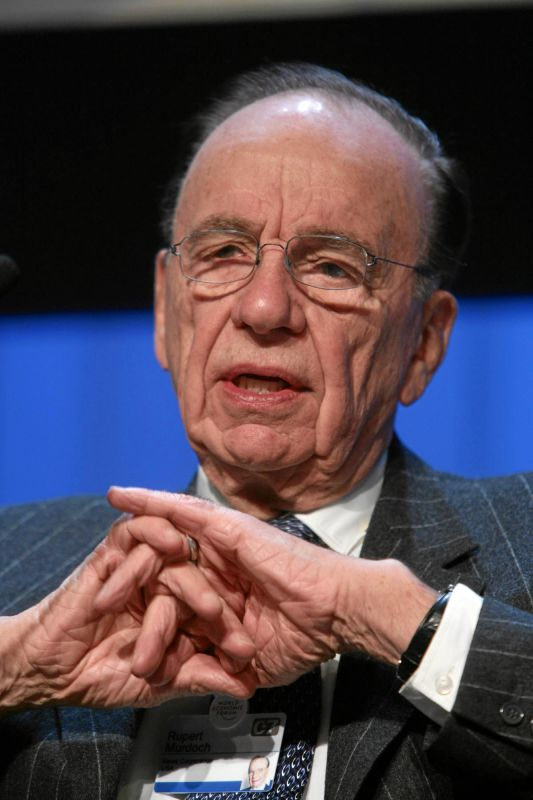
K. Rupert Murdoch

In het midden van de jaren 1960 maakte hij zijn entree in Groot-Brittannië en hij werd al snel een van de machtigste mediamagnaten door zijn overnames van News of the World en The Sun en later The Times en The Sunday Times. Deze twee kranten kocht hij in 1981 van de Thomson-familie, die de kranten weer hadden gekocht van de Astor-familie in 1966. Al deze overnames verstevigden zijn reputatie als een genadeloze en sluwe ondernemer. Hij ondervond zeker bij de overname van The Times veel weerstand; veel mensen waren bang dat hij de krant naar een kwalitatief lager niveau zou brengen. Dit leidde direct tot de oprichting van The Independent in 1986 als een alternatieve kwaliteitskrant.
Rupert Murdoch heeft een gave voor tabloidnieuwsbladen. The Sun in Londen, The Post in New York, The Herald Sun in Melbourne en The Daily Telegraph in Sydney behoren tot de succesvolste, winstgevendste en invloedrijkste tabloids van de wereld. Ondanks het feit dat hij zeer conservatief is, heeft hij zijn redacteuren toegestaan om met softcore erotiek, in de vorm van topless page-three girls, de oplage te verhogen. Dit zorgde ervoor dat hij door Auberon Waugh van Private Eye The Dirty Digger wordt genoemd, een bijnaam die hij nog steeds weleens te horen krijgt.
Rond 1986-'87 kreeg Murdoch problemen met de Britse drukkerijen NGA en SOGAT. Hij had namelijk de drukkerijen van zijn kranten verplaatst naar een hightech complex in Wapping, waar de kranten op een totaal andere manier dan traditioneel werden gedrukt. De NGA en SOGAT waren hier fel op tegen, omdat zij sterk profiteerden van de traditionelere manier van drukken. Toch, na een tijd van voorzichtigheid, gingen veel andere mediabedrijven over op de nieuwe manier van drukken, omdat de traditionelere manier te veel kostte. Voordat News deze nieuwe manier van drukken introduceerde waren de meeste Britse kranten bijna niet winstgevend en dit kwam ook door de dure manier van drukken.

### Verenigde Staten
In 1985 werd Murdoch Amerikaans staatsburger om te voldoen aan de wettelijke eisen dat alleen een Amerikaans staatsburger een Amerikaans televisiestation mag bezitten. In 1987 kocht hij het bedrijf dat zijn vader vroeger bestuurd had, The Herald and Weekly Times in Melbourne, Australië. In 1991 had zijn in Australië gevestigde News Corporation een aardig hoge schuld opgebouwd, die ervoor zorgde dat Murdoch gedwongen werd om enkele Amerikaanse magazines weg te doen die hij had verworven in de jaren '80. Het merendeel van deze schuld kwam door het Britse British Sky Broadcasting-satellietnetwerk, dat grote verliezen maakte in de beginjaren van het bestaan van het bedrijf. Deze verliezen probeerde hij aan te vullen met winsten die hij uit andere activiteiten ontving, totdat hij eindelijk zijn grootste tegenstander in Groot-Brittannië had verslagen.
In 1985 nam News Corporation het filmproductiebedrijf 20th Century-Fox (het streepje verviel pas na de overname in 1985) van de oliemagnaat Marvin Davis over, die het bedrijf in 1981 had gekocht. Inmiddels is dit bedrijf uitgegroeid tot een van de Big Ten-filmproductiemaatschappijen en is het een van de grootste ter wereld.
In 1996 was het door News opgerichte Fox-netwerk zo groot dat ze de FOX News Channel lanceerden, een 24 uursnieuwszender die eigenlijk een weerspiegeling is van Murdochs conservatieve blik. Sinds de lancering heeft de zender veel marktaandeel van CNN weggekaapt; Fox zegt zelfs "de meest bekeken kabelnieuwszender" te zijn.
Achter de schermen oefent Murdoch veel invloed uit in de Amerikaanse politiek. Zo deed hij aan generaal Petraeus een geheim voorstel om hem met FOX News te ondersteunen in een campagne om Petraeus als president verkozen te krijgen. Petraeus heeft geweigerd en heeft sindsdien politieke reputatieschade opgelopen met een schandaal.

## Latere activiteiten
In november 2004 werd News Corp officieel een Amerikaans bedrijf. Door deze verhuizing zou het bedrijf zijn Amerikaanse activiteiten beter kunnen besturen en zou het bedrijf aantrekkelijker zijn voor investeerders. Volgens Murdoch koestert het bedrijf zijn Australische afkomst en zal het bedrijf altijd een Australische spirit bezitten, maar zijn de Amerikaanse activiteiten door de jaren heen belangrijker geworden dan de Australische.
Op 10 januari 2005 maakte News bekend dat ze alle aandelen van Fox zal kopen. Het mediaconglomeraat had al 82,1% van de aandelen en 97,0% van het stemrecht. Voor elke aandeel Fox biedt News 1,9 eigen aandelen aan. Hiermee is de deal ongeveer US$ 5,86 miljard waard.
In 2007 nam hij Dow Jones & Company over, eigenaar van The Wall Street Journal. Na amper een jaar nam de hoofdredacteur ontslag. De overname leidde tot een golf van vrijwillige en gedwongen ontslagen, waarbij tientallen Pulitzer Prizewinnaars de rangen van Bloomberg, The Financial Times, The New York Times en andere concurrenten versterkten. In Europa zorgde de aanstelling van Andrew Langhoff als uitgever en managing director van The Wall Street Journal Europe in 2008 voor een exodus aan talent. In december 2010 kwam Andrew Langhoff in opspraak voor vermeende malversaties aangaande de oplagecijfers van The Wall Street Journal Europe.
In juli 2011 kwam de krant News of the World, een van Murdochs belangrijkste media, in opspraak. Een medewerker van de krant, Glenn Mulcaire, zou de telefoon van de vermiste Milly Dowler hebben gehackt. De 13-jarige scholiere werd vermoord teruggevonden, terwijl lange tijd werd gedacht dat ze nog leefde omdat de voicemails van haar telefoon nog werden afgeluisterd (door News of the World, zo bleek later). Ook zouden telefoons van slachtoffers van de aanslagen in Londen en oorlogsslachtoffers zijn gehackt. In reactie op het schandaal besloot Murdoch de 168-jarige krant op te heffen en op 10 juli 2011 verscheen de laatste editie. Op 15 juli 2011 nam Les Hinton, CEO News Corp en Dow Jones, ontslag na verdere onthullingen over het telefoonschandaal. Op 20 juli verschenen Rupert en zijn zoon James Murdoch op een hoorzitting in het Britse Lagerhuis over het afluisterschandaal.
In september 2023 maakte hij bekend terug te treden als topman bij Fox News en News Corp. De 92-jarige mediatycoon gaat met pensioen en de dagelijkse leiding van zijn mediaconcern gaat over naar Lachlan Murdoch.

## Privéleven
Rupert Murdoch is vier keer getrouwd geweest. Op 1 juni 2024 trouwde hij voor de vijfde keer. Hij is vader van zes kinderen.